# Medizinisches Tauglichkeitszeugnis

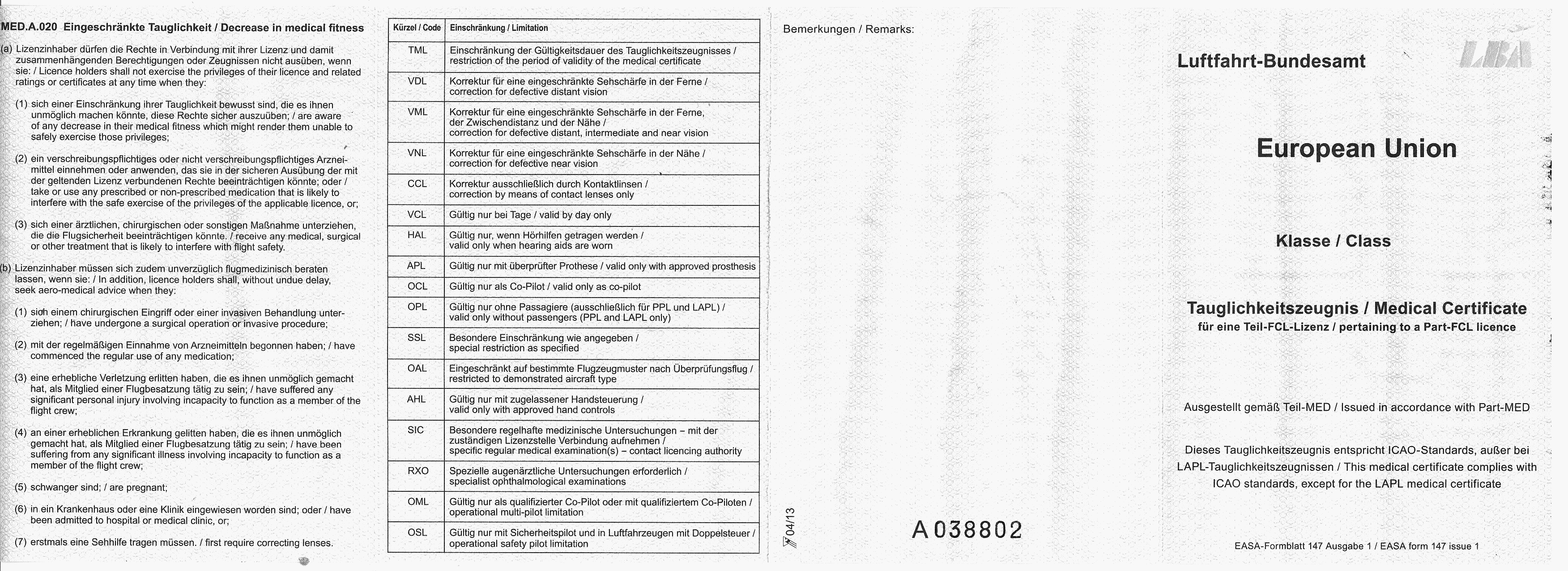
In Deutschland ausgestelltes fliegerärztliches Tauglichkeitszeugnis

Das medizinische Tauglichkeitszeugnis, offiziell fliegerärztliches Tauglichkeitszeugnis, unter Fliegern oft als (Flight-)Medical (englisch medical [certificate]) bezeichnet, ist ein im Auftrag der Luftfahrtbehörde durch einen flugmedizinischen Sachverständigen (Fliegerarzt) ausgestelltes Dokument, das die medizinische Tauglichkeit eines Luftfahrers oder Bewerbers zur Ausübung der Rechte aus einer zugeordneten Lizenz für Luftfahrzeugführer bescheinigt. Voraussetzung für die Ausstellung ist eine Fliegerärztliche Tauglichkeitsuntersuchung. Das Zeugnis ist für die zivile Luftfahrt ausreichend; in der militärischen Luftfahrt stellen die nationalen Streitkräfte höhere Anforderungen an die Wehrfliegerverwendungsfähigkeit.

## Rechtsgrundlage
Die internationalen Richtlinien der Internationale Zivilluftfahrtorganisation (ICAO) gliedern die medizinische Tauglichkeit in drei Klassen;
- Klasse 1 für gewerbsmäßige Piloten
- Klasse 2 für nichtgewerbsmäßige Piloten
- Klasse 3 für Fluglotsen

Seit dem 8. April 2013 ist die direkt anwendbare Verordnung (EU) Nr. 1178/2011 in der gesamten Europäischen Union und den weiteren der EASA zugehörigen Staaten die Rechtsgrundlage für die Ausstellung des medizinischen Tauglichkeitszeugnisses. Anhang IV (Part-MED) dieser Verordnung befasst sich mit der medizinischen Tauglichkeit. Detaillierte Richtlinien, die aber nicht bindend sind, finden sich in den von der EASA herausgegebenen AMC (Acceptable Means of Compliance). Artikel 5 der Verordnung legt fest, dass Tauglichkeitszeugnisse, die vor dem 8. April 2013 nach den alten JAR-FCL 3 ausgestellt wurden, weiterhin gültig bleiben. Da die JAR-Medicals nach spätestens 5 Jahren verfallen, hat das letzte JAR-Medical am 8. April 2018 seine Gültigkeit verloren.

## Europäische Union

### Klassen von Tauglichkeitszeugnissen
MED.A.030 der EU-Verordnung ordnet die Klassen von Tauglichkeitszeugnissen den Pilotenlizenzen folgendermaßen zu:
- Klasse 1 – Berufspiloten mit Verkehrspilotenlizenz (ATPL), Multi-Crew Pilot Licence (MPL) oder Berufspilotenlizenz (CPL)
- Klasse 2 – Privatpiloten mit Motorfluglizenz, Segelfluglizenz oder Ballonpilotenlizenz
- Tauglichkeitszeugnis für LAPL – Piloten von Leichtflugzeugen mit LAPL

Zu beachten ist, dass die Erstuntersuchung für das Tauglichkeitszeugnis Klasse 1 nur von einem der sieben Aero Medical Center (AeMC) durchgeführt werden darf.

### Gültigkeit
MED.A.045 der EU-Verordnung spezifiziert die Gültigkeitsdauer der Tauglichkeitszeugnisse:
- Klasse 1 in Luftfahrzeugen mit 2 Piloten oder mit 1 Piloten ohne Fluggäste (z. B. Frachtflug):
bis 59 Jahre – 12 Monate,
ab 60 Jahre – 6 Monate
- Klasse 1 in Luftfahrzeugen mit 1 Piloten im gewerblichen Luftverkehr zur Beförderung von Fluggästen:
bis 39 Jahre – 12 Monate,
ab 40 Jahre – 6 Monate
- Klasse 2:
bis 40 Jahre – 60 Monate,
bis 50 Jahre – 24 Monate,
ab 50 Jahre – 12 Monate
- Tauglichkeitszeugnis für LAPL:
bis 39 Jahre – 60 Monate,
ab 40 Jahre – 24 Monate

## Vereinigte Staaten von Amerika
Luftfahrzeugführer mit einer Lizenz der Federal Aviation Administration benötigen folgenden durch einen Aviation Medical Examiner ausgestellte Tauglichkeitszeugnisse:
- Klasse 1 für die Verkehrspilotenlizenz
- Klasse 2 für die Berufspilotenlizenz
- Klasse 3 für die Privatpilotenlizenz

Inhaber einer Segelflugzeugpilotenlizenz, Ballonpilotenlizenz oder Piloten eines Microlight benötigen kein medizinische Tauglichkeitszeugnis. Sportpiloten mit der nationalen Lizenz für Light Sport Aircraft und Privatpiloten können alternativ zum Tauglichkeitszeugnis ein sogenanntes Basic Med erhalten. Die Voraussetzungen hierfür sind:
- US-amerikanischer Führerschein
- Untersuchung durch den Hausarzt alle vier Jahre
- Absolvieren eines Online-Kurses

### Einschränkungen
Einschränkungen der Tauglichkeit führen grundsätzlich nicht zum Ausschluss der fliegerischen Tätigkeit. In einem mehrstufigen Verfahren wird festgelegt, inwieweit die medizinischen Einschränkungen die Flugtauglichkeit beeinflussen und welche fliegerischen Beschränkungen dem Lizenzinhaber auferlegt werden. Einfache Auflagen, wie die Benutzung einer Sehhilfe oder Hörgeräte kann der Aviation Medical Examiner eintragen, weitergehende Auflagen kann die FAA festlegen, wie ein Nachtflugverbot oder Verbot von Passagiertransport. Dabei ist eine Einzelfallprüfung vorzunehmen und Ausnahmen im Rahmen eines Statement of Demonstrated Ability müssen geprüft werden.
Gegen eine Entscheidung auf Untauglichkeit oder die Beschränkung der Federal Aviation Administration ist Einspruch beim National Transportation Safety Board, einer von der Federal Aviation Administration unabhängigen Behörde, zulässig.

## Kritik an den Tauglichkeitsanforderungen
Die Notwendigkeit eines Medicals für Privatpiloten wird seitens der Piloten häufig in Frage gestellt. In Großbritannien wird das Medical für Segelflieger nicht vom Aeromedical Examiner (AME, Fliegerarzt), sondern vom Hausarzt ausgestellt. In den USA ist für Segelflieger kein Medical nötig.
Andererseits verweisen Fachleute darauf, dass die Tauglichkeitsuntersuchungen den Sicherheitsstandard mit bewirken, durch den es zu einem geringen Risiko des gesundheitsbedingten Ausfalls des Piloten im Fluge kommt. Für diese Sichtweise kann auch sprechen, dass das Schweizerische Bundesamt für Zivilluftfahrt (BAZL) im Jahre 2008 wegen zunehmender Unfallhäufigkeit die regelmäßige medizinische Tauglichkeitsuntersuchung für Segelflieger ab dem 60. Lebensjahr wieder vorgeschrieben hat. Fachleute des Deutschen Fliegerarztverbandes verweisen darauf, dass über Deutschland einer der dichtest beflogenen Lufträume der Welt liegt und die Anzahl der Luftfahrzeuge pro Quadratkilometer Fläche einen Spitzenwert in der Welt aufweist.
Mit der Einführung der Verordnung (EU) Nr. 1178/2011 sind einige Kritikpunkte behoben. So sind für die Klasse 2 die Anforderungen an das Sehvermögen nicht mehr strenger als international von der ICAO gefordert. Auch dürfen die Mitgliedstaaten das Tauglichkeitszeugnis für LAPL vom Hausarzt ausstellen lassen.